# Conselho regional (França)

Partidos políticos dos presidentes dos conselhos regionais:
Partido Socialista (5)
Esquerda diversa (4)
Femu a Corsica (1)
Renascimento (1)
Novo Centro (1)
Os Republicanos (5)

Na França, o conselho regional (em francês:  conseil régional) é a assembleia das regiões. O conselho é responsável pela administração dos assuntos da região, em particular pelas escolas secundárias, pelo chamado transporte regional (transporte expresso regional) e pela ação econômica.
É composto por conselheiros regionais. Desde 1986, seus membros são eleitos por sufrágio universal direto a cada seis anos nas eleições regionais. Seu presidente exerce as funções executivas. Seu funcionamento é modelado no dos conselhos departamentais.